# سامسونگ اس‌جی‌اچ-دی۵۰۰
سامسونگ اس‌جی‌اچ-دی۵۰۰ یک‌نمونه از گوشی‌های تلفن همراه سری D شرکت سامسونگ می‌باشد  که توسط همین شرکت به بازار عرضه شده‌است.